# Quercus phellos
Espèce
Classification APG III (2009)
Statut de conservation UICN

 LC  : Préoccupation mineure

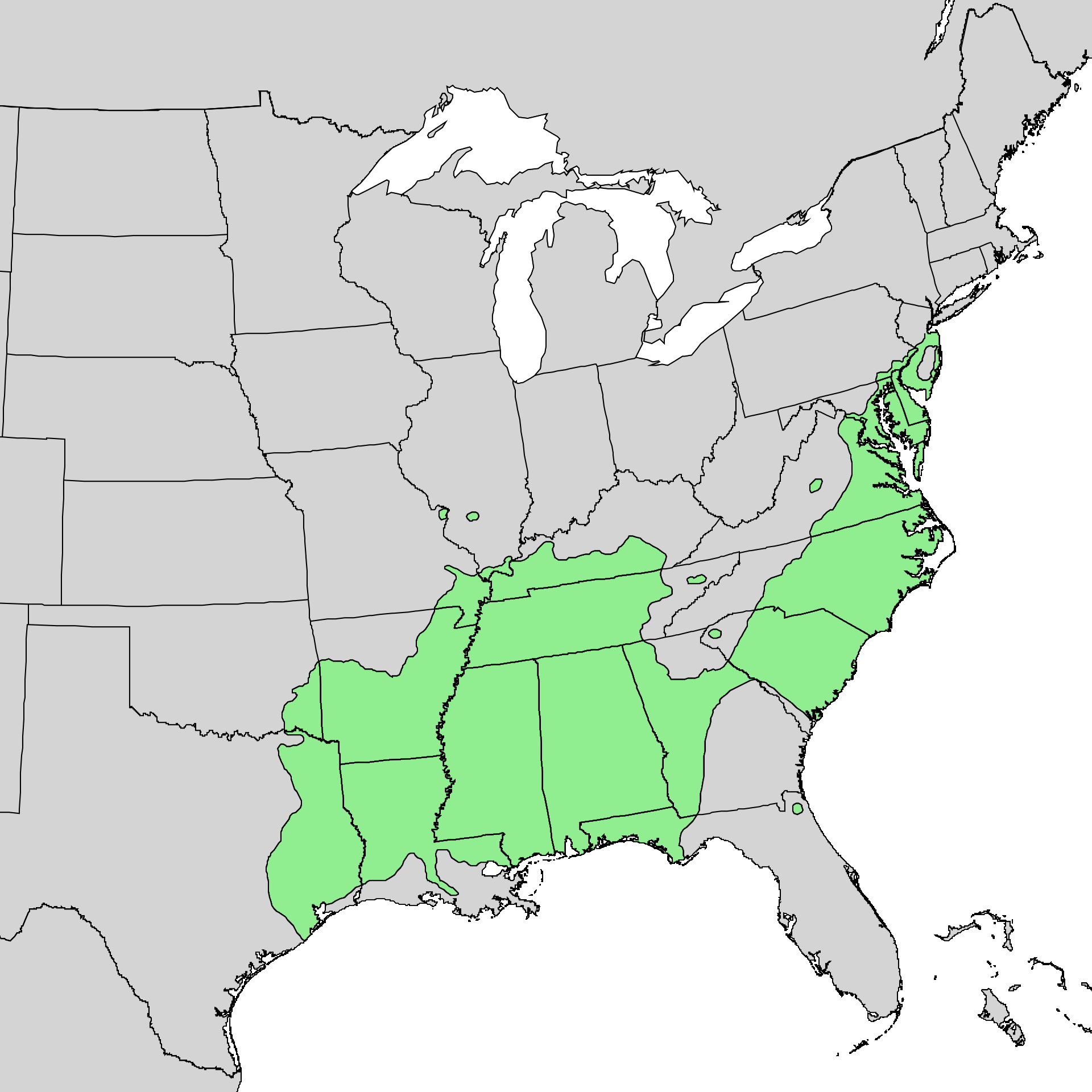
Répartition naturelle.

Quercus phellos, le Chêne à feuilles de Saule, est une espèce d'arbres du genre Quercus et de la section Lobatae. L'espèce est présente aux États-Unis. Un exemplaire de plus de 610 ans se trouve en Allemagne.